# Asmunikal
Asmunikal o Ašmu-nikal va ser una princesa i després reina hitita que va viure al segle xiv aC.
Era filla de Tudhalias II i de Nikalmati i es va casar amb un home anomenat Arnuwandas, que després seria el rei Arnuwandas I. S'ha trobat un document sobre donació de terres on es llegeix: Segell del Tabarna Arnuwandas, Gran rei, fill de Tudhalias. Segell de la Tawananna Asmunikal, Gran Reina... filla de Tudhalias. En un altre segell es llegeix: Asmunikal Gran Reina, filla de Nikalmati. Si es fes una lectura literal, hi hauria dos reis que serien germans però no matrimoni, ja que els hitites no es podien casar entre germans. Per tant, Asmunikal havia de ser la filla de Tudhalias i Nikalmati, i Arnuwandas seria l'hereu, i se l'anomenaria "fill" en sentit figurat, perquè en seria el gendre.
Arnuwandas, encara en vida de Tudhalias, era anomenat també "Gran Rei", títol que només podien portar els sobirans. S'ha pensat que Arnuwandas era corregent, i que llavors Asmunikal era ja Tawananna o reina. S'han conservat també una sèrie d'oracions i pregàries als déus on Asmunikal com a Siwanzanna o sacerdotessa es lamenta de l'ocupació de diversos territoris hitites per part dels kashka, i els demana que propiciïn la fi de les hostilitats. També diu que encara que els kashka signin un pacte de no agressió, el trencaran i seguiran amb els atacs. Uns altres documents parlen de les donacions que Arnuwandas i Asmunikal van fer juntament amb Tudhalias, el príncep que portava el títol de tuhkanti, paraula que se suposa que vol dir "hereu designat", a alguns súbdits seus, consistents en terres i esclaus. Una de les Llistes reials dona el nom d'un fill d'Asmunikal i Arnuwandas, Tašmišarri, que segurament era el nom familiar hurrita del que després seria el rei Tudhalias III.
Asmunikal devia morir als voltants de l'any 1360 aC.